# Gal Costa
Gal Maria da Graça Penna Burgos Costa OMC • ORB (nascida Maria da Graça Costa Penna Burgos; Salvador, 26 de setembro de 1945 – São Paulo, 9 de novembro de 2022) (/ɡaw ˈkɔs ta/ (escutarⓘ) foi uma cantora, compositora e musicista brasileira. Considerada uma das cantoras mais plurais do Brasil e do mundo, Gal transitou em todos os gêneros musicais e foi a cantora brasileira mais bem colocada na lista de 200 maiores cantores e cantoras de todos os tempos pela revista Rolling Stone, bem como foi eleita, pela revista Time, uma das 10 maiores cantoras do mundo.

## Biografia

### Primeiros anos e início de carreira
Maria da Graça Costa Penna Burgos era filha de Mariah Costa Penna, sua grande incentivadora, falecida em 1993, e de Arnaldo Burgos. Sua mãe contava que durante a gravidez passava horas concentrada ouvindo música clássica, como num ritual, com a intenção de que esse procedimento influenciasse na gestação e fizesse que a criança que estava por nascer fosse, de alguma forma, uma pessoa musical. O pai de Gal, morto quando ela tinha quatorze anos, sempre foi uma figura ausente, vazio plenamente preenchido pelo amor de sua mãe, além dos parentes. Por volta de muito tempo se torna amiga das irmãs Sandra e Dedé (Andreia) Gadelha, futuras esposas dos compositores Gilberto Gil e Caetano Veloso, respectivamente. As duas a apelidaram "Gau", nome comum na Bahia como diminutivo de "Maria da Graça". Em 1959, ouviu pela primeira vez o cantor João Gilberto cantando "Chega de Saudade" (Tom Jobim/Vinícius de Morais) no rádio; João também exerceu uma influência muito grande na carreira da cantora, que também trabalhou como balconista da principal loja de discos de Salvador da época, a Roni Discos. Em 1963, foi apresentada a Caetano Veloso por Dedé Gadelha, iniciando-se a partir daí uma grande amizade e profunda admiração mútua.

### Década de 1960

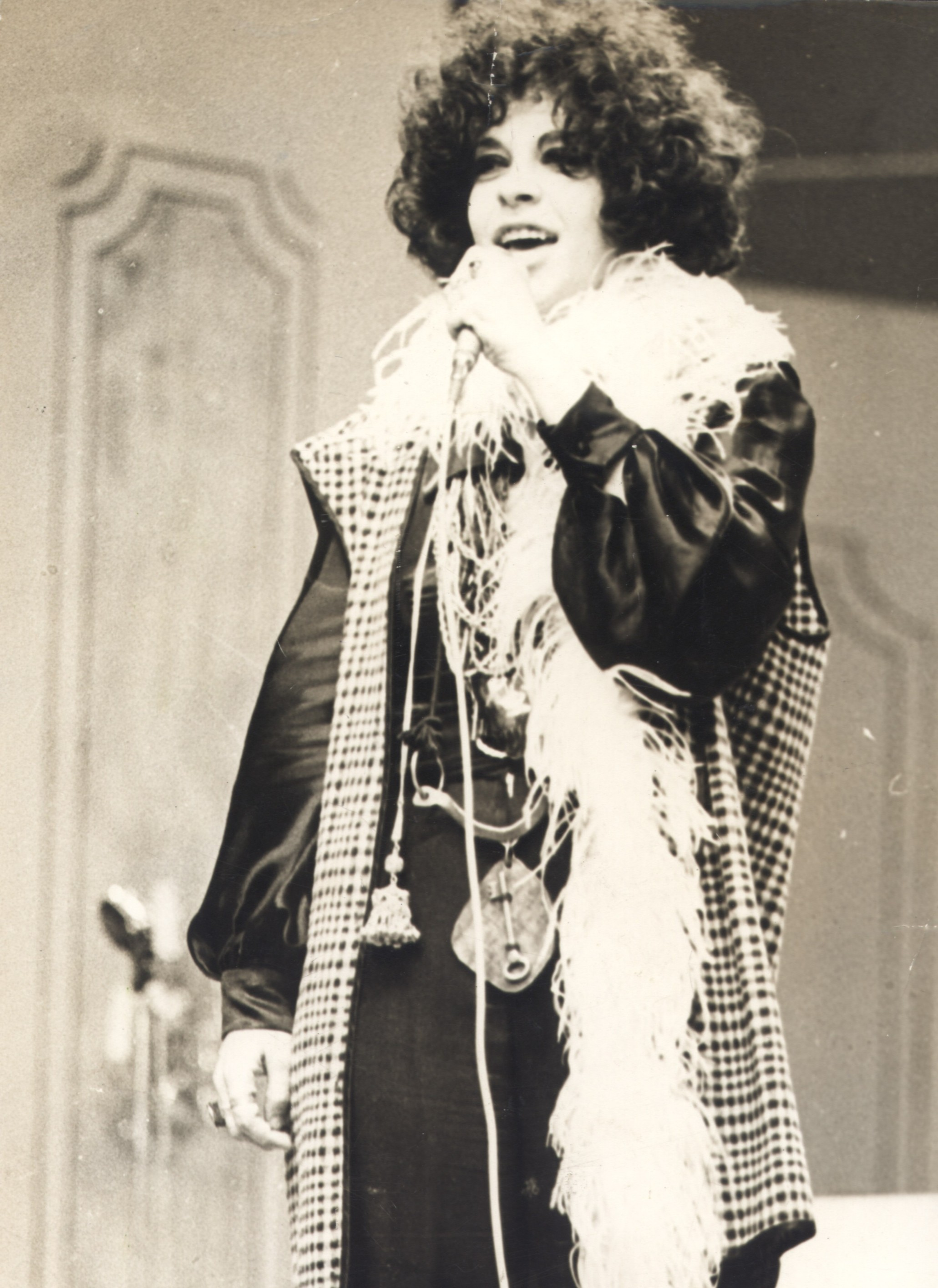
Gal Costa em 1969. Arquivo Nacional.

Gal estreou ao lado de Caetano Veloso, Gilberto Gil, Maria Bethânia, Tom Zé e outros, o espetáculo Nós, Por Exemplo... (22 de agosto de 1964), que inaugurou o Teatro Vila Velha, em Salvador. Neste mesmo ano participou de Nova Bossa Velha, Velha Bossa Nova, no mesmo local e com os mesmos parceiros. Deixou Salvador para viver na casa da prima Nívea, no Rio de Janeiro, seguindo os passos de Maria Bethânia, que havia estourado como cantora no espetáculo Opinião. A primeira gravação em disco se deu no disco de estreia de Maria Bethânia (1965): o duo Sol Negro (Caetano Veloso), seguido do primeiro compacto, com as canções Eu vim da Bahia, de Gilberto Gil, e Sim, foi você, de Caetano Veloso - ambos lançados pela RCA, que posteriormente transformou-se em BMG (atualmente Sony BMG) - gravadora à qual Gal retornaria em 1984, com o álbum Profana. No fim do ano conheceu João Gilberto pessoalmente.
No início da carreira e no primeiro compacto, a cantora se apresentava como "Maria da Graça". Por sugestão do produtor Guilherme Araújo, no entanto, adotou o nome artístico "Gal", derivado de seu apelido e soletrado seguindo a sugestão jocosa "GAL: Guilherme Araújo Limitada". Caetano Veloso não gostou da mudança, argumentando que "Gal" é abreviatura de general, de modo que o nome "Gal Costa" a fazia parecer homônima do então Presidente da República, o Gal. Costa e Silva. Em entrevista concedida a Jô Soares, em 2013, a cantora revelou que havia alterado o registro civil para incluir o apelido pelo qual ficou conhecida nacionalmente, passando a se chamar oficialmente Gal Maria da Graça Penna Burgos Costa.
Participou do I Festival Internacional da Canção, em 1966, interpretando a canção Minha Senhora (Gilberto Gil e Torquato Neto), que não emplacou. O primeiro LP foi lançado em 1967, ao lado do também estreante Caetano Veloso, Domingo, pela gravadora Philips, que posteriormente transformou-se em Polygram (atualmente Universal Music), permanecendo neste selo até 1983. Deste disco fez grande sucesso a canção "Coração Vagabundo", de Caetano Veloso. Participou também do III Festival de Música Popular Brasileira defendendo as canções Bom Dia (Gilberto Gil/Nana Caymmi) e Dadá Maria (Renato Teixeira), esta última em dueto com Sílvio César no festival e com Renato Teixeira na gravação.
Em 1968 participou do disco Tropicália ou Panis et Circencis (1968), com as canções Mamãe Coragem (Caetano Veloso e Torquato Neto), Parque Industrial (Tom Zé) e Enquanto seu lobo não vem (Caetano Veloso), além de Baby (Caetano Veloso), o primeiro grande sucesso solo, que se tornou um clássico. Em novembro participou do IV Festival da Record defendendo a canção Divino Maravilhoso (Caetano Veloso e Gilberto Gil). Lançou seu primeiro disco solo, Gal Costa (1969), que além de "Baby" e "Divino Maravilhoso" trouxe "Que Pena (Ele já não gosta mais de mim)" (Jorge Ben Jor) e "Não Identificado" (Caetano Veloso), todos grandes sucessos. No mesmo ano gravou o segundo disco solo, "Gal", conhecido como o psicodélico, que trouxe os hits "Meu Nome É Gal" (Roberto e Erasmo Carlos) e "Cinema Olympia" (Caetano Veloso). Deste disco foi gerado o espetáculo Gal!, e o mesmo figura como um dos registros mais radicais já feito na história da música brasileira.[carece de fontes?]

### Década de 1970

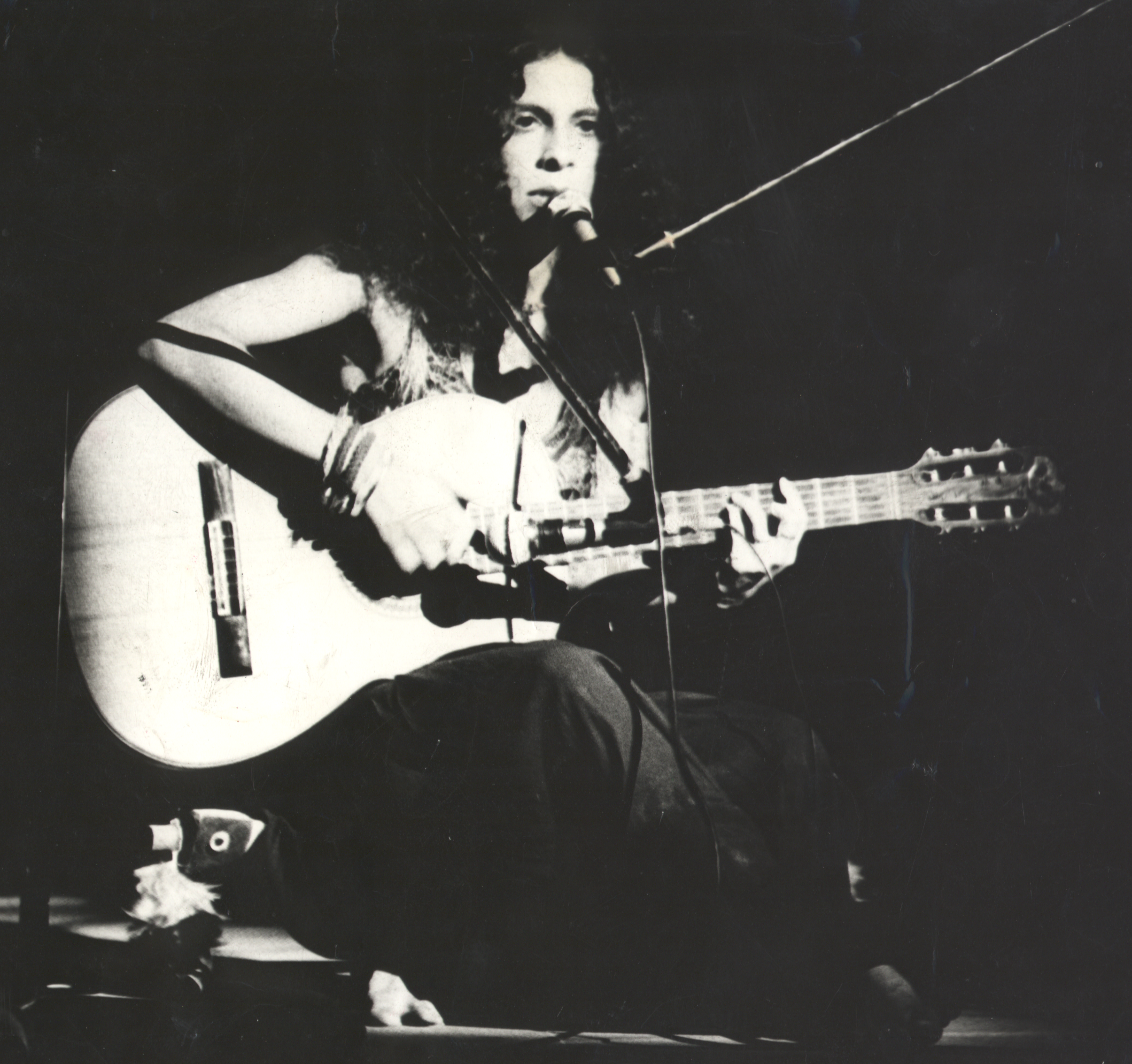
Gal Costa durante o emblemático show "Fa-Tal - Gal a Todo Vapor", em 1971. Arquivo Nacional

Em 1973 gravou o disco "Índia", dirigido por Gil, que trouxe os sucessos "Índia" (J. A. Flores - M. O. Guerreiro - versão José Fortuna) e "Volta" (Lupicínio Rodrigues), e desse disco faz outro show muito bem-sucedido, também dirigido por Waly Salomão, "Índia". Nesse mesmo ano participou do festival Phono 73, que gerou três discos, onde Gal gravou com sucesso as músicas "Trem das Onze" (Adoniran Barbosa) e "Oração de Mãe Menininha" (Dorival Caymmi), em dueto com Maria Bethânia. Em 1974 Gal gravou o disco "Cantar", dirigido por Caetano Veloso, que trouxe os sucessos "Barato total" (Gilberto Gil), "Flor de maracujá" e "Até quem sabe" (ambas de João Donato e Lysia Enio) e "A Rã" (João Donato e Caetano Veloso). Desse disco gerou o show "Cantar", que não foi bem recebido pelo público de Gal, por se tratar de um disco muito suave, contrastando com a imagem forte que a cantora criara a partir do movimento tropicalista.

### Década de 1980

Capa do álbum "Fantasia" (1981), um dos maiores sucessos da carreira de Gal Costa.

Em 1981, em seu especial produzido e exibido na TV Globo no programa Grandes Nomes, ao qual o nome do seu especial foi seu nome de batismo, "Maria da Graça Costa Penna Burgos", ao qual no fim do especial usou uma roupa de franjas rosas, que foi comparado a um boneco infantil da época. No entanto, os críticos disseram que o que salvou o especial foi sua apresentação com a renomada cantora Elis Regina — o encontro de duas divas populares, além de uma aula de musicalidade. Nessa participação, Gal começou cantando "Amor Até o Fim", música que fazia parte da discografia das duas, e ao meado da canção Elis Regina chegou fazendo um dueto com Gal. Em seguida Elis cantou uma música recém-lançada, "Aprendendo a Jogar", e mais dois duetos: "Ilusão À Toa" e "Estrada do Sol". Além disso, também teve outro encontro histórico de revisitar o repertório de Grande Otelo, música gravada originalmente por Carmen Miranda e depois regravada por ele e Eliana Macedo em 1952, sendo que dessa vez foi interpretada por ele e Gal numa interpretação bem-humorada de ambos.
Em 1982 Gal gravou outro disco de sucesso, "Minha Voz", em que se destacaram as gravações de "Azul" (Djavan), "Dom de Iludir", "Luz do Sol" (ambas de Caetano Veloso), "Bloco do Prazer" (Moraes Moreira - Fausto Nilo), "Verbos do Amor" (João Donato e Abel Silva) e "Pegando Fogo" (Francisco Mattoso - José Maria de Abreu). Em 1983 Gal gravou outro disco bem-sucedido comercialmente, "Baby Gal", que também se tornou um show, e que trouxe os sucessos "Eternamente" (Tunai - Sérgio Natureza - Liliane), "Mil Perdões" (Chico Buarque), "Rumba Louca" (Moacyr Albuquerque - Tavinho Paes), além da regravação de "Baby".
Originalmente idealizado para a montagem do ballet teatro do Balé Teatro Guaíra (Curitiba, 1982), o espetáculo O Grande Circo Místico foi lançado em 1983. Gal Costa integrou o grupo seleto de artistas da MPB que viajaram pelo país apresentando o projeto, um dos maiores e mais completos espetáculos teatrais, para uma plateia de mais de 200 mil pessoas, em quase 200 apresentações. Gal interpretou a canção A História de Lili Braun, musicado pela dupla Chico Buarque e Edu Lobo. O espetáculo conta a história de amor entre um aristocrata e uma acrobata e a saga da família austríaca proprietária do Circo Knie, que vagava pelo mundo nas primeiras décadas do século.
Em 1984, Gal deixou a gravadora Philips e assina contrato com a RCA, onde gravou o disco "Profana", que trouxe os hits "Chuva de Prata" (Ed Wilson - Ronaldo Bastos), "Nada Mais (Lately)" (Stevie Wonder - versão: Ronaldo Bastos), "Atrás da Luminosidade" (tema do Programa de Domingo da Rede Manchete) e "Vaca Profana" (Caetano Veloso). Em 1985 grava o disco "Bem Bom", com os sucessos "Sorte" (Celso Fonseca - Ronaldo Bastos), cantada em dueto com Caetano Veloso, e "Um Dia de Domingo" (Michael Sullivan - Paulo Massadas), em dueto com Tim Maia.
Valendo-se ainda do filão engajado da pós-ditadura e feminismo, cantou no coro da versão brasileira de We Are the World, o hit americano que juntou vozes e levantou fundos para a África no USA for Africa. O projeto Nordeste Já (1985) abraçou a causa da seca nordestina, unindo 155 vozes numa criação coletiva, com as canções Chega de Mágoa e Seca D'água. Elogiado pela competência das interpretações individuais, o disco foi, no entanto, criticado pela incapacidade de harmonizar as vozes e o enquadramento de cada uma delas no coro. Em atitude que surpreendeu muitos dos fãs, em fevereiro deste mesmo ano, a cantora posou nua para a edição 127 da extinta revista Status, poucos meses antes de completar 40 anos.
Lançou em 1987 o disco e o espetáculo Lua de Mel Como o Diabo Gosta, um fracasso de crítica, mas que trouxe mais alguns sucessos à carreira da cantora: "Lua de mel" (Lulu Santos), "Me faz bem" (Milton Nascimento - Fernando Brant) e "Viver e reviver (Here, There and Everywhere)" (Lennon - McCartney - versão: Fausto Nilo). Em 1988, Gal grava com grande sucesso a música "Brasil" (escrita por Cazuza, Nilo Romero e George Israel) para a abertura da telenovela da TV Globo, Vale Tudo.

### Década de 1990

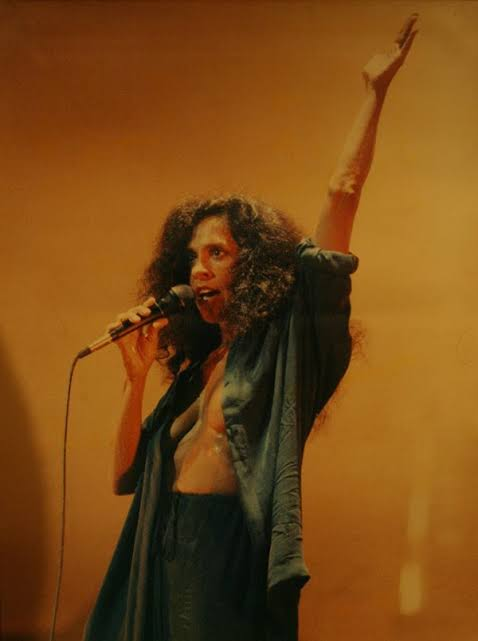
Gal Costa no show "O Sorriso do Gato de Alice" em 1995.

Em 1990 gravou o disco "Plural", que trouxe os sucessos de "Alguém me disse" (Jair Amorim - Evaldo Gouveia), "Nua ideia" (João Donato - Caetano Veloso) e "Cabelo" (Jorge Ben Jor - Arnaldo Antunes). Em 1992 lançou o disco "Gal", com repertório em boa parte extraído do show "Plural", e do qual fez sucesso a música "Caminhos cruzados" (Tom Jobim - Newton Mendonça). Em 1993, Gal lançou o premiado disco "O sorriso do gato de Alice", produzido por Arto Lindsay, com o sucesso "Nuvem negra" (Djavan). Desse disco gerou-se o show de mesmo nome, com direção de Gerald Thomas, que causou polêmica por Gal cantar a música "Brasil" com os seios nus. Em 1994, reuniu-se com Gil, Caetano e Bethânia, na quadra da escola de samba Mangueira, para o show "Doces Bárbaros na Mangueira", que comemorou os 18 anos dos Doces Bárbaros.
Em 1995, lançou "Mina d'água do meu canto", trazendo apenas composições de Chico Buarque e Caetano Veloso, e do qual fez sucesso a música "Futuros amantes" (Chico Buarque). Em 1997, gravou o CD "Acústico MTV", sucesso de vendas, no qual cantou vários sucessos de sua carreira e lançou com sucesso uma nova versão de "Lanterna dos Afogados", cantando ao lado do autor da canção, Herbert Vianna. Em 1998 gravou o CD "Aquele frevo axé", com o hit "Imunização racional (Que beleza)" (Tim Maia). Em 1999, lançou um disco duplo ao vivo "Gal Costa Canta Tom Jobim Ao Vivo", realizando o projeto do maestro, que era fazer um disco com a cantora, embora sozinha.

### Década de 2000
Em 2001, gravou o CD "Gal de tantos amores", contendo a música "Caminhos do mar" (Dorival Caymmi, Danilo Caymmi e Dudu Falcão). Nesse mesmo ano, foi incluída no Hall of Fame do Carnegie Hall (única cantora brasileira a participar do Hall), após participar do show "40 anos de Bossa Nova", em homenagem a Tom Jobim, ao lado de César Camargo Mariano e outros artistas.

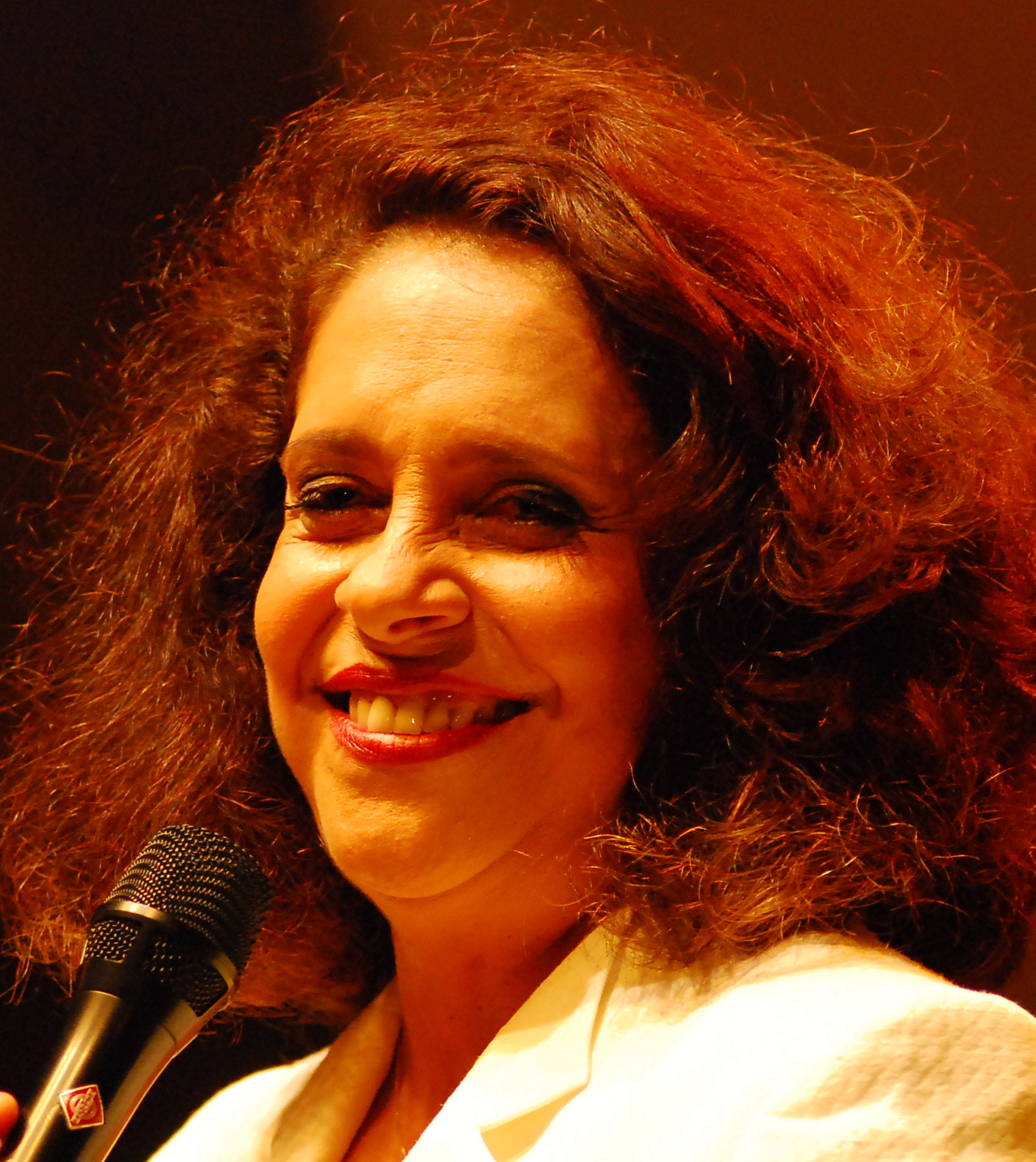
Gal Costa durante a Virada Cultural de 2008

Em 2002, lançou o CD "Bossa Tropical", no qual registrou a faixa "Socorro" (Alice Ruiz e Arnaldo Antunes), sucesso originalmente gravado pela cantora Cássia Eller. Em 2003 lançou o CD "Todas as coisas e eu", contendo clássicos da MPB, como "Nossos momentos" (Haroldo Barbosa - Luis Reis), que fez sucesso. Em 2005, lançou pela gravadora Trama o CD "Hoje", produzido por César Camargo Mariano, onde Gal reuniu várias canções novas de compositores pouco conhecidos do grande público, tendo se destacado "Mar e sol" (Carlos Rennó e Lokua Kanza).
Em 2006 realiza temporada na casa de shows Blue Note, em Nova York, espetáculo que é gravado e lançado em setembro no CD "Gal Costa Live At The Blue Note", lançado originalmente nos Estados Unidos e Japão e somente em 2007 no Brasil. Ainda em 2006 lançou pela gravadora Trama o CD e DVD "Gal Costa Ao Vivo", gravados durante a temporada do show "Hoje".
Em 2008, ficou na 90ª posição em uma lista dos 200 maiores cantores e cantoras de todos os tempos elaborada pela revista estadunidense Rolling Stone, sendo a cantora brasileira mais bem colocada e uma das três pessoas brasileiras a aparecerem na lista (junto com João Gilberto e Caetano Veloso).
Em 2009, reclusa nos últimos anos para se dedicar ao filho, Gabriel, Gal Costa volta aos palcos como convidada de Dionne Warwick em show que estreou no Rio de Janeiro, passando por Curitiba, São Paulo e Porto Alegre. "Aquarela do Brasil" - o samba-exaltação de Ary Barroso que deu título a discos lançados tanto por Gal (em 1980) como por Dionne (em 1995) - é um dos duetos do show.

### Década de 2010
Em dezembro de 2011 lançou o álbum "Recanto", produzido por Caetano Veloso e Moreno Veloso. O álbum teve arranjos eletrônicos idealizados por Caetano Veloso, Moreno Veloso e Kassin. Elogiadíssimo pela crítica, foi eleito o melhor álbum de 2011.
Em 2012, Gal Costa foi eleita a sétima maior voz da música brasileira de todos os tempos, pela revista Rolling Stone Brasil.
Depois de sete anos longe de discos e shows, Gal Costa estreou a turnê do elogiado álbum Recanto no Rio de Janeiro. Com direção de Caetano Veloso, autor de todas as músicas do CD, o show inaugurou a sofisticada casa de shows, à beira da lagoa Rodrigo de Freitas, Miranda. No repertório, além de canções inéditas como “Neguinho”, “Segunda”, “Tudo Dói” e “Miami Maculelê”, sucessos da carreira da cantora, entre eles, “Um Dia de Domingo”, “Baby”, “Meu Bem”, “Meu Mal”, “Modinha pra Gabriela”, “Força Estranha” e “Vapor Barato”, e canções que há muito ela não cantava, como “Da Maior Importância” e “Mãe”. No palco, Gal esteve acompanhada pelo trio Domenico Lancellotti (bateria e MPC), Pedro Baby (guitarra e violão) e Bruno Di Lullo (baixo e violão). O show seguiu em turnê pelo país e pelo exterior, como Portugal, Países Baixos, Israel, Itália e terminou na Festa Literária Internacional de Paraty em 2014, seguido de um último show no Uruguai.

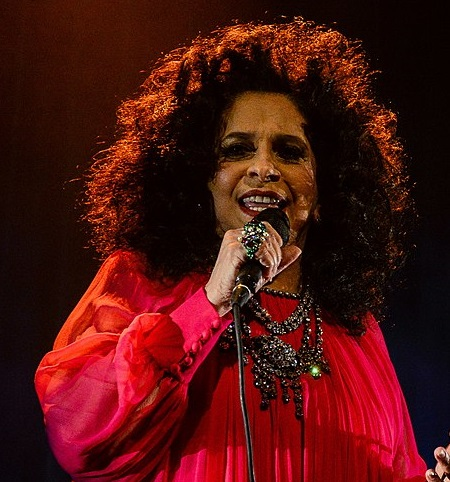
Gal em dezembro de 2018

No segundo semestre de 2014, Gal lançou o elogiadíssimo show Espelho d'água, título extraído da canção homônima que ganhou dos irmãos Camelo, e resgatou antigos sucessos como "Sua Estupidez", "Tuareg", "Caras e Bocas" e "Tigresa". Nesse ano ainda foi lançado em CD e LP o registro de um show que Gal e Gil fizeram em Londres em novembro de 1971, gravado em estéreo diretamente da mesa de som no Student Centre da City University London, "Live in London '71". O repertório inclui muitas músicas do show "Fa-tal", que estreara um mês antes no Rio. Um destaque do disco é a enérgica gravação ao vivo de Acauã, onde Gal e Gil cantam juntos.
Em 2015, Gal Costa realizou uma turnê em homenagem ao centenário de nascimento de Lupicínio Rodrigues (1914–2014). Idealizado pelo cantor, compositor e produtor musical J. Velloso, e produzido por Mauricio Pessoa, o show "Ela disse-me assim" foi dirigido por Velloso e pelo jornalista Marcus Preto. No fim de maio é lançado o disco Estratosférica, comemorando seus cinquenta de carreira, recheado de compositores novos como Céu, Criolo, Arthur Nogueira, Mallu Magalhães e antigos colegas, como Marisa Monte, Arnaldo Antunes, Caetano Veloso, Milton Nascimento, Tom Zé, Guilherme Arantes e João Donato. Com direção também assinada por Preto. Além disso, em 2016, o mesmo jornalista lançou um documentário sobre Gal, incluindo imagens do show Fa-tal gravadas pelo diretor Leon Hirszman em 1971.
No ano de 2016, Gal foi ouvida pelo mundo, tendo sua voz em canções com Até Quem Sabe, Pontos de Luz e Vapor Barato sendo regravadas ou sampleadas por artistas e DJs. Neste ano também integrou um grupo de artistas, como Zélia Duncan, Elba Ramalho, Zeca Baleiro e Maria Gadú, que saíram em turnê com o Prêmio da Música Brasileira em homenagem à Gonzaguinha. Em 2017, Gal lançou um CD e DVD, baseado no show Estratosférica. No dia 25 de novembro, o Multishow exibiu, ao vivo, Gal Costa, Gilberto Gil, e Nando Reis juntos no show da turnê "Trinca de Ases", que também virou um CD e DVD em 2018. Neste mesmo ano lançou o elogiado álbum A Pele Do Futuro, com uma sonoridade que buscou remeter ao estilo musical soul e disco da década de 1970. As canções de trabalho foram "Palavras No Corpo", "Sublime" e "Cuidando De Longe", e o título do álbum foi retirado da letra da canção "Viagem Passageira". Em setembro de 2019, Gal lançou o elogiado show A Pele do Futuro, com direção musical de Pupillo e direção geral de Marcus Preto, que virou um CD duplo e DVD.

## Morte

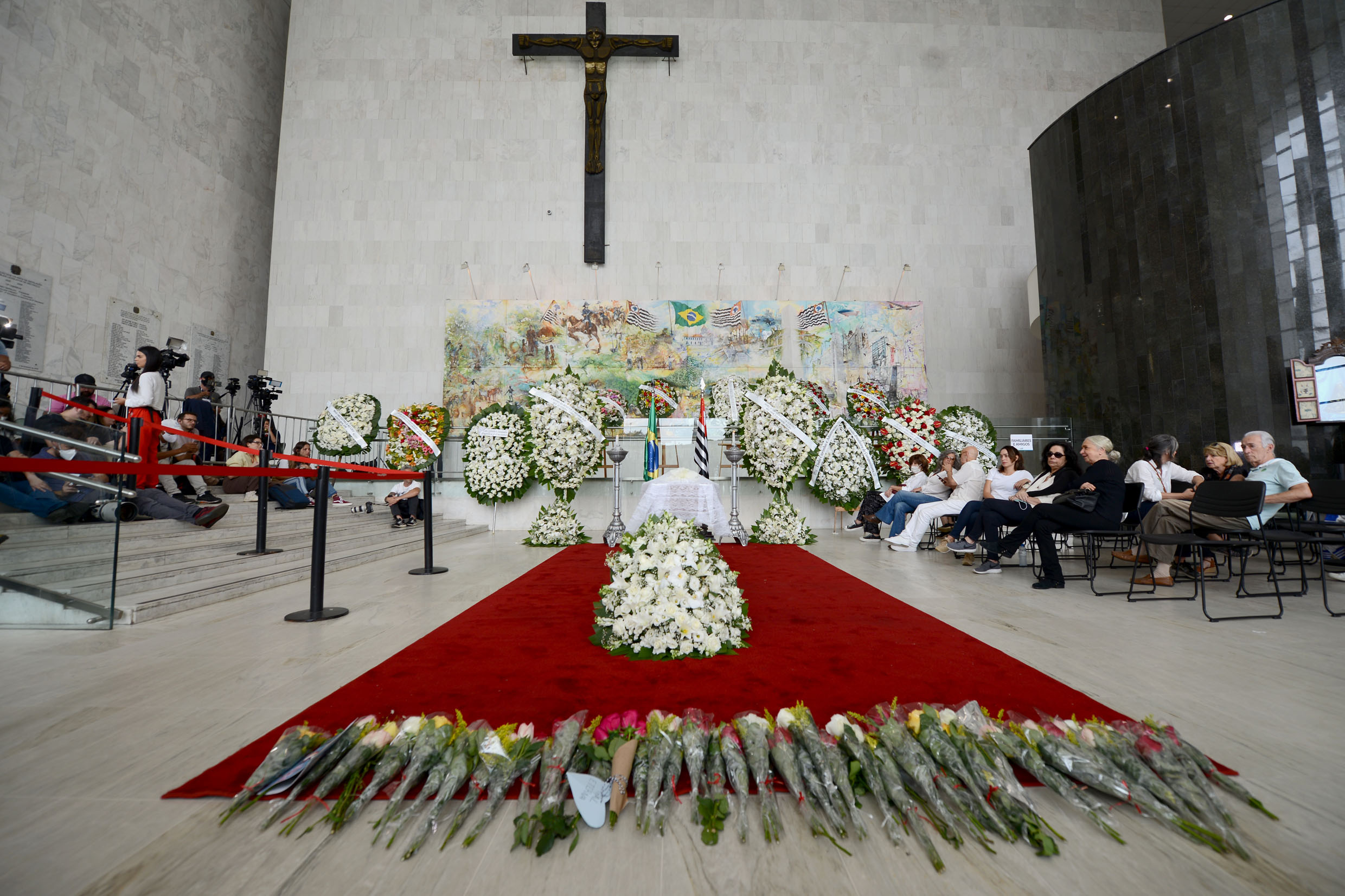
Velório de Gal Costa no Hall Monumental da Assembleia Legislativa de São Paulo (Alesp)

Gal Costa morreu em 9 de novembro de 2022, aos 77 anos. A assessoria da artista não esclareceu o motivo concreto do óbito. A cantora havia completado 57 anos de carreira e seria uma das atrações do festival Primavera Sound, que aconteceu em São Paulo no fim de semana anterior ao falecimento. A participação de Gal foi cancelada de última hora em razão da necessidade de recuperação da cantora após ter sido submetida a uma cirurgia para retirada de um nódulo na fossa nasal direita.
Gal encontrava-se em plena atividade antes do procedimento e viajava o Brasil com a turnê "As várias pontas de uma estrela", na qual interpretava sucessos da MPB dos anos 1980. Além de espetáculos próprios, Gal estava na lista de diversos festivais de música nacionais e programava-se para uma turnê na Europa, que se iniciaria em novembro.
O corpo de Gal foi velado no dia 11 de novembro, no Hall Monumental da Assembleia Legislativa de São Paulo (Alesp), onde milhares de fãs puderam se despedir da cantora e prestar homenagens. No mesmo dia, seu corpo foi sepultado no Cemitério da Ordem Terceira do Carmo, no bairro da Consolação, também na capital paulista. Gabriel Costa, único filho da cantora, através da advogada Luci Vieira Nunes, no entanto, requereu judicialmente a exumação do corpo da mãe, com o objetivo de fazer o translado dos restos mortais para um jazigo perpétuo no Cemitério São João Batista, no Rio de Janeiro (RJ), que ela já havia comprado para que fosse enterrada junto com sua mãe.
Em 16 de julho de 2023, o programa Domingo Espetacular, da Record, exibiu reportagem na qual divulgou o atestado de óbito de Gal, que não havia sido revelado até então. O documento confirmou que a morte da cantora se deu por conta de um infarto agudo do miocárdio, além de uma neoplasia maligna de cabeça e pescoço.
De acordo com o Terra, estima-se que Gal Costa tenha deixado fortuna de 30 milhões de reais para os seus herdeiros.

## Vida pessoal

### Sexualidade, maternidade e religião
A cantora era discreta quanto a sua vida pessoal. Durante sua vida manteve relacionamentos estáveis, mas nunca foi oficialmente casada. De 1991 a 1992, viveu junto com o empresário e violonista Marco Pereira. Gal Costa era reservadamente bissexual, e ao longo dos anos ficaram conhecidos seus relacionamentos afetivos com anônimos e famosos, dentre eles, os cantores Tom Zé e Jorge Ben Jor, a cantora Marina Lima e a atriz Lúcia Veríssimo. Costa vivia desde 1998 com a empresária Wilma Petrillo. O único filho da cantora, Gabriel Costa, no entanto, defende que as duas eram apenas amigas, apesar de terem vivido mais de vinte anos juntas.
Em entrevistas revelou nunca ter conseguido engravidar devido a obstrução nas trompas, doença que surgiu ainda na adolescência, e que tentou o processo de fertilização, mas não obteve êxito. Seguindo os conselhos de sua mãe, decidiu entrar na fila de adoção, mas só quando tivesse emocionalmente certa deste passo. Em 2007, conseguiu adotar um menino de dois anos de idade, que sofria de raquitismo devido às condições de miserabilidade extrema na qual vivia em uma favela carioca antes de ir para o abrigo. Ela o batizou como Gabriel. Em entrevistas, informou que o processo de adoção foi rápido, pois a criança não contemplava as características físicas que a maioria dos adotantes procurava.

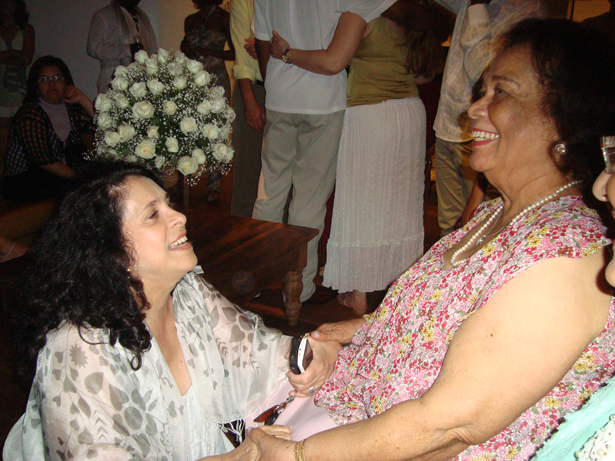
Gal junto de Mãe Carmem, herdeira do Gantois

Após décadas de vida no Rio de Janeiro, Gal voltou a viver em Salvador no início da década de 1990, e em 2012, mudou-se com seu filho para São Paulo, vivendo em uma mansão nos Jardins. Revelou para a mídia gostar de viver na Capital Paulista, tendo se adaptado rapidamente a grande metrópole, e que tornou-se um ser humano melhor após a chegada de seu filho. Eventualmente era vista na mídia acompanhada de homens e mulheres anônimos.
No quesito religião, Gal era adepta do candomblé, tendo sido iniciada no Terreiro do Gantois por Mãe Menininha.

## Discografia
| - Domingo (1967) - Tropicalia ou Panis et Circencis (1968) - Gal Costa (1969) - Gal (1969) - Legal (1970) - Índia (1973) - Cantar (1974) - Gal Canta Caymmi (1976) - Caras & Bocas (1977) - Água Viva (1978) - Gal Tropical (1979) - Aquarela do Brasil (1980) - Fantasia (1981) - Minha Voz (1982) - Baby Gal (1983) - Profana (1984) | - Bem Bom (1985) - Lua de Mel Como o Diabo Gosta (1987) - Plural (1990) - Gal (1992) - O Sorriso do Gato de Alice (1993) - Mina d'Água do Meu Canto (1995) - Aquele Frevo Axé (1998) - Gal de Tantos Amores (2001) - Bossa Tropical (2002) - Todas as Coisas e Eu (2003) - Hoje (2005) - Recanto (2011) - Estratosférica (2015) - A Pele do Futuro (2018) - Nenhuma Dor (2021) |

## Filmografia
Participação em especiais de TV
- Mulher 80 - Globo'79
- Maria da Graça Costa Pena Burgos - Globo
- Programa do Faustão Rede Globo - 98
- Gal e Caetano no Metropolitan RJ - Multishow
- SBT Repórter comemorativo dos 50 anos
- Noite de Reveillon / 96 -
- Projeto Atlântico - RTP1
- Índia / 1973 - Rede Bandeirantes
- Gal - Rede Manchete / 1994
- Baby Gal - Rede Globo
- Gal canta Tom Jobim - Direct TV (nov/1999)
- Celebridade / ela mesma (participação especial)
- VMB Prêmio MTV 2010
- Prêmio Multishow em homenagem à Gil e Caetano

## Prêmios e indicações

### Grammy Latino
| Ano  | Categoria                                 | Indicação            | Resultado |
| ---- | ----------------------------------------- | -------------------- | --------- |
| 2003 | Melhor Álbum de MPB                       | Bossa Tropical       | Indicado  |
| 2004 | Melhor Álbum de MPB                       | Todas as Coisas e Eu | Indicado  |
| 2006 | Melhor Álbum de MPB                       | Hoje                 | Indicado  |
| 2007 | Melhor Álbum de MPB                       | Ao Vivo              | Indicado  |
| 2011 | Prêmio Grammy Latino à Excelência Musical | Conjunto da obra     | Venceu    |
| 2012 | Melhor Canção Alternativa                 | Neguinho             | Indicado  |

### Prêmio da Música Brasileira
| Ano  | Categoria                                   | Indicação | Resultado |
| ---- | ------------------------------------------- | --------- | --------- |
| 2016 | Melhor Cantora Pop/rock/reggae/hip-hop/funk | Gal Costa | Venceu    |

### Prêmio Multishow
| Ano  | Categoria                             | Indicação    | Resultado |
| ---- | ------------------------------------- | ------------ | --------- |
| 1998 | Melhor Cantora                        | Gal Costa    | Indicado  |
| 1998 | Melhor Show                           | Gal Costa    | Indicado  |
| 1998 | Melhor CD                             | Acústico MTV | Indicado  |
| 2004 | Melhor Cantora                        | Gal Costa    | Indicado  |
| 2012 | Melhor Show (Superjúri)               | Gal Costa    | Venceu    |
| 2012 | Melhor Disco                          | Recanto      | Indicado  |
| 2015 | Prêmio Especial - 50 anos de Carreira | Gal Costa    | Venceu    |

### Prêmio Contigo! MPB FM
| Ano  | Categoria                     | Indicação       | Resultado |
| ---- | ----------------------------- | --------------- | --------- |
| 2012 | Melhor Álbum de MPB           | Recanto         | Venceu    |
| 2013 | Melhor Cantora (júri oficial) | Gal Costa       | Venceu    |
| 2013 | Melhor DVD                    | Recanto Ao Vivo | Indicado  |

### Troféu Imprensa
| Ano  | Categoria                 | Indicação                        | Resultado |
| ---- | ------------------------- | -------------------------------- | --------- |
| 1969 | Melhor Cantora            | Gal Costa                        | Indicado  |
| 1969 | Melhor Revelação Feminina | Gal Costa                        | Venceu    |
| 1970 | Melhor Cantora            | Gal Costa                        | Venceu    |
| 1982 | Melhor Cantora            | Gal Costa                        | Indicado  |
| 1983 | Melhor Cantora            | Gal Costa                        | Venceu    |
| 1984 | Melhor Cantora            | Gal Costa                        | Indicado  |
| 1985 | Melhor Música             | Chuva de Prata                   | Venceu    |
| 1985 | Melhor Cantora            | Gal Costa                        | Venceu    |
| 1986 | Melhor Música             | Um Dia de Domingo (com Tim Maia) | Venceu    |
| 1986 | Melhor Cantora            | Gal Costa                        | Venceu    |
| 1987 | Melhor Cantora            | Gal Costa                        | Indicado  |
| 1994 | Melhor Cantora            | Gal Costa                        | Indicado  |

### Melhores do Ano
| Ano  | Categoria      | Indicação | Resultado |
| ---- | -------------- | --------- | --------- |
| 1999 | Melhor Cantora | Gal Costa | Venceu    |

### Ordens honoríficas brasileiras
| Ano  | Ordem                    | Grau                 |
| ---- | ------------------------ | -------------------- |
| 2010 | Ordem do Mérito Cultural | (sem grau)           |
| 2023 | Ordem de Rio Branco      | Comendador (póstumo) |

## Turnês
| Turnê                                                              | Ano       |
| ------------------------------------------------------------------ | --------- |
| O Som Livre de Tom Zé e Gal Costa (com Tom Zé)                     | 1968/1969 |
| Gal                                                                | 1969      |
| Gal Costa e Macalé (com Jards Macalé e Lanny Gordin)               | 1969      |
| Deixa Sangrar                                                      | 1971      |
| Gal a Todo Vapor                                                   | 1971/1972 |
| Até 73 (com Gilberto Gil)                                          | 1972      |
| Índia                                                              | 1973      |
| Temporada de Verão (com Caetano Veloso e Gilberto Gil)             | 1974      |
| Cantar                                                             | 1974/1975 |
| Gal Costa e Dorival Caymmi (com Dorival Caymmi)                    | 1976      |
| Doces Bárbaros (com Caetano Veloso, Gilberto Gil e Maria Bethânia) | 1976      |
| Com a Boca no Mundo                                                | 1977      |
| Gal Tropical                                                       | 1979/1981 |
| Fantasia                                                           | 1981      |
| Festa do Interior                                                  | 1982      |
| Baby Gal                                                           | 1983/1984 |
| Profana                                                            | 1984/1985 |
| Musa de Verão                                                      | 1986      |
| Tom Jobim e Gal Costa (com Tom Jobim)                              | 1987      |
| Lua de Mel Como o Diabo Gosta                                      | 1988      |
| Plural                                                             | 1990/1991 |
| O Sorriso do Gato de Alice                                         | 1994      |
| Mina D'Água do Meu Canto                                           | 1995/1996 |
| A Luz de Tieta (com Caetano Veloso)                                | 1996      |
| Acústico                                                           | 1997/1998 |
| Aquele Frevo Axé                                                   | 1998/1999 |
| Gal Costa Canta Tom Jobim                                          | 1999/2000 |
| Todas as Coisas e Eu                                               | 2004      |
| Hoje                                                               | 2005/2006 |
| Voz e Violão                                                       | 2006/2011 |
| Recanto                                                            | 2012/2014 |
| Espelho D'Água                                                     | 2014/2018 |
| Ela Disse-Me Assim                                                 | 2015      |
| Estratosférica                                                     | 2015/2017 |
| Trinca de Ases (com Gilberto Gil e Nando Reis)                     | 2017      |
| A Pele do Futuro                                                   | 2019/2021 |
| As Várias Pontas de Uma Estrela                                    | 2021/2022 |

## Homenagens
No dia 5 de agosto de 2025, o prefeito Eduardo Paes deu o nome de "Avenida Gal Costa" a um logradouro no Recreio dos Bandeirantes, bairro da Zona Oeste do Rio de Janeiro.